# King's Hall, Cambridge

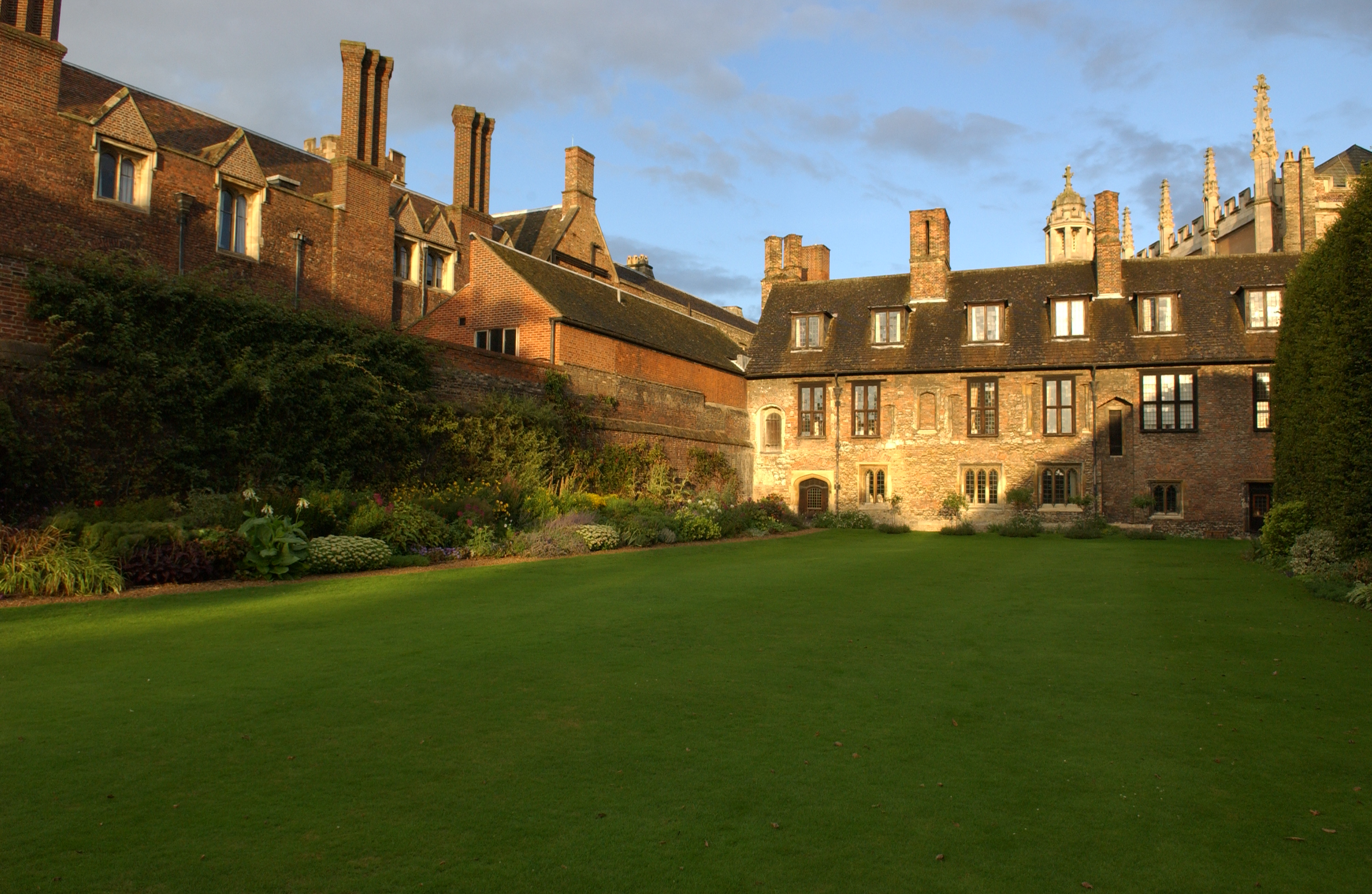
Trinity College Fellows' Bowling Green, med den äldsta byggnaden i skolan (ursprungligen en del av King's Hall) i bakgrunden till höger

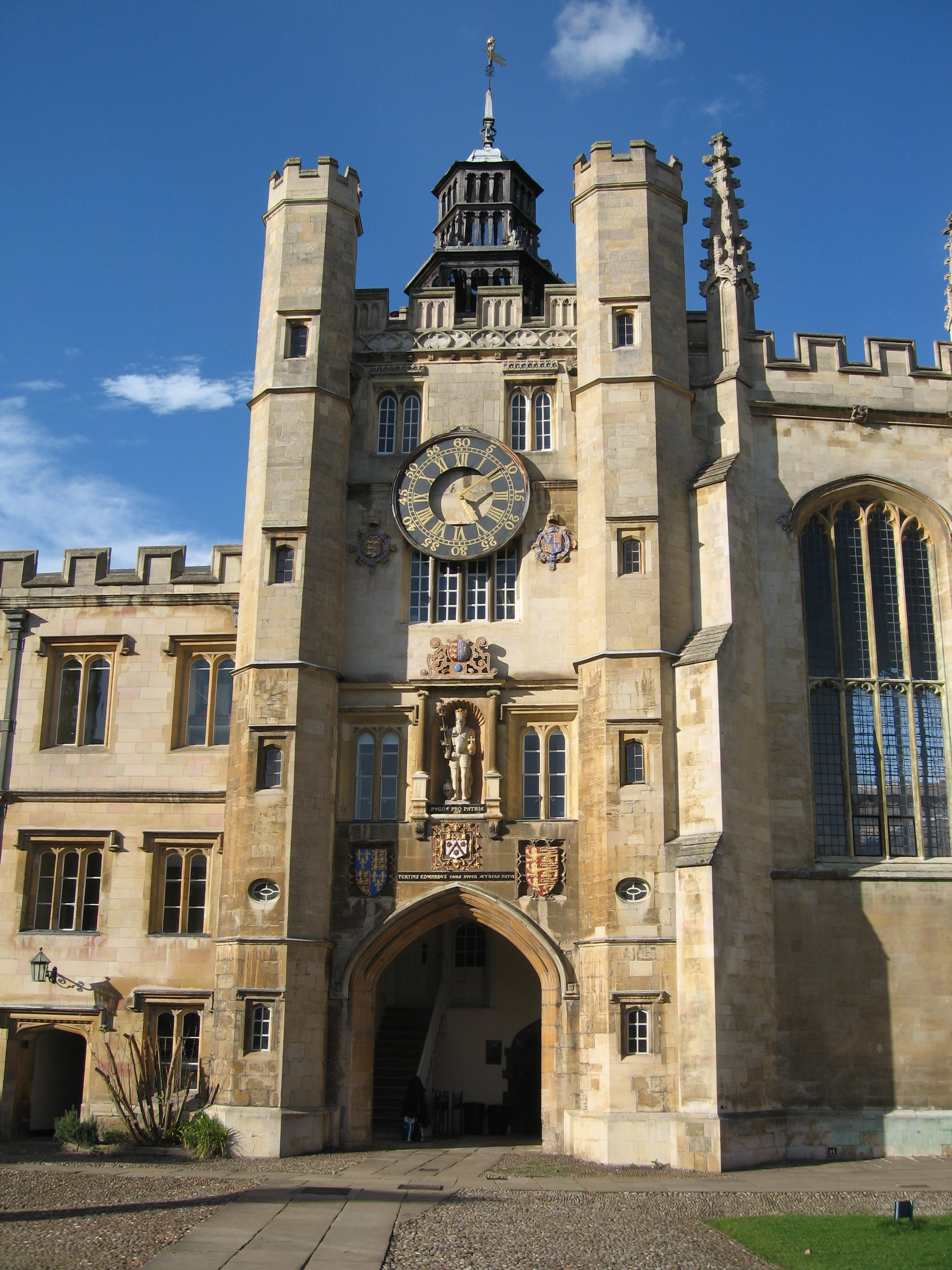
King Edward's Gate eller Clock Tower, Great Court, Trinity College

King's Hall var en av de tidigaste konstituerande skolorna vid universitetet i Cambridge. Det grundades 1317, det andra efter Peterhouse, av kung Edvard II för att förse hans administration med kanslister och var rikt jämfört med det närliggande Michaelhouse, som låg i den södra delen av det som nu är Trinity Great Court. Henrik VIII slog samman King's Hall, Michaelhouse och sju vandrarhem för att bilda Trinity College, Cambridge 1546.

## Historia
Alan Cobban har identifierat John Hotham, biskop av Ely, som den person som vägledde Edvard II i denna grundläggning. Skolan fick brev från Edvard III år 1337. År 1412 var rektorn eller föreståndaren registrerad som Richard Derham. År 1433 beskrevs Richard Pyghtesley som en kanslist i King's Hall (Aula Regis).
King's Hall finns inte längre, eftersom den slogs med Michaelhouse i mitten av 1500-talet av kung Henrik VIII, som en av hans sista akter. Vid den tiden hade kungen utplånat och beslagtagit kyrkans mark från klostren. Man tror att kungen hade stora planer på att skapa ett college för att konkurrera med Oxfords Christ Church med stor ny arkitektur, men han dog några veckor efter att skolan skapades. Utseendet av Great Court beror främst på Thomas Nevile, en rektor i Trinity. Universiteten i Oxford och Cambridge, som båda var religiösa institutioner och ganska rika, förväntade sig att bli nästa måltavla, och kungen antog faktiskt en parlamentsakt som tillät honom att undertrycka (och konfiskera egendomen till) vilket college han ville.
Universiteten i Oxford och Cambridge förblev dominerade av anglikanska präster fram till långt in på 1800-talet - detta var en av de drivande aspekterna för inrättandet av sekulära institutioner, t.ex. University College, London för att ta hand om oliktänkande.
Universiteten använde sina kontakter för att vädja till Henrik VIII:s sjätte hustru, Catherine Parr. Drottningen övertalade sin make att inte lägga ner dem, utan att skapa ett nytt college. Kungen ville inte använda kungliga medel, så han kombinerade istället de två collegena King's Hall och Michaelhouse och sju vandrarhem Catherine's, Garratt, Gregory's, Margaret's, Ovyng's, Physwick (tidigare en del av Gonville and Caius) och Tyler's för att bilda Trinity år 1546. Detta, i kombination med mark som konfiskerades från kyrkan, gjorde att Trinity blev det rikaste och största colleget, en position som det har behållit.

## Plats
King's Hall låg i vad som nu är den norra delen av Trinity Great Court, och där står fortfarande en originalbyggnad från den tiden. Det ligger vid Great Court bredvid kapellet och innehåller några av de mest eftertraktade rummen i colleget, som i allmänhet endast innehas av långvariga stipendiater med stora akademiska meriter, trapporna C och D Great Court. Klocktornet kom från King's Hall men flyttades från den plats där soluret nu står, och den stora Trinityporten byggdes strax före sammanslagningen och bär därmed fortfarande namnet King's Hall, på latin. De sista byggnaderna i Michaelhouse registrerades som rivna i samband med färdigställandet av den södra delen av Great Court.